# Ушаков Павло Геннадійович
Павло́ Генна́дійович Ушако́в (10 жовтня 1989 — 29 серпня 2014) — старший солдат Збройних сил України, учасник російсько-української війни..

## Короткий життєпис
Народився 1989 року в місті Запоріжжя (також вказується село Богатирівка) у родині Клавдії Антонівни та Геннадія Павловича Ушакових. Закінчив Люцернянську ЗОШ, запорізьке ВПУ № 23 — 2008-го, електрогазозварник; пройшов строкову службу у лавах Військово-Морських Сил України. Працював у Державній організації «Зірка», охоронник, пожежний ІІ-го класу.
В часі війни з квітня 2014-го — доброволець, старший солдат, номер обслуги зенітного артилерійського взводу, 93-тя бригада. З 19 серпня перебував в зоні бойових дій.
Загинув внаслідок обстрілу українських військ поблизу Іловайська під час виходу з оточення на дорозі біля села Новокатеринівка — розтрощення нижніх кінцівок.
2 вересня 2014-го тіло Павла Ушакова разом з тілами 87-ми інших загиблих у Іловайському котлі привезено до запорізького моргу. Упізнаний бойовими товаришами та родичами.
Похований 7 вересня 2014-го в селі Богатирівка, Вільнянський район.
Без сина лишились батьки.

## Нагороди та вшанування
За особисту мужність і героїзм, виявлені у захисті державного суверенітету та територіальної цілісності України, вірність військовій присязі під час російсько-української війни, відзначений — нагороджений
- 15 травня 2015 року — орденом «За мужність» III ступеня (посмертно)[1]
- в жовтні 2015-го у запорізькому ВПУ № 23 відкрито меморіальну дошку випускнику Павлу Ушакову.
- Його портрет розміщений на меморіалі «Стіна пам'яті полеглих за Україну» у Києві: секція 3, ряд 9, місце 30
- Вшановується 29 серпня на щоденному ранковому церемоніалі вшанування українських захисників, які загинули цього дня у різні роки внаслідок російської збройної агресії[2]
- 21 вересня 2017 року нагороджений орденом «За заслуги перед Запорізьким краєм» III ступеня (посмертно)